# The Ransom
The Ransom o Ransom, chantaje o The Town That Cried Terror o Assault on Paradise o Maniac (1977) és una pel·lícula del gènere redsploitation dirigida per Richard Compton. La gravació es realitzà per Phoenix, Arizona a principis de l'any 1977. Fou llançada per American International Pictures.
El guionista és Richard Silkosky. El cinematògraf és Charles Correll. Els actors són Stuart Whitman, John Ireland, Jim Mitchum, Oliver Reed i Deborah Raffin.